# 3356 Resnik
3356 Resnik eller 1984 EU är en asteroid i huvudbältet som upptäcktes den 6 mars 1984 av den amerikanske astronomen Edward L.G. Bowell vid Anderson Mesa Station. Den är uppkallad efter den amerikanska astronauten Judith Resnik som omkom i olyckan med rymdfärjan Challenger den 28 januari 1986.
Asteroiden har en diameter på ungefär 4 kilometer.